# Ryfjällets naturreservat
Ryfjällets naturreservat är ett naturreservat i Storumans kommun i Västerbottens län.
Området är naturskyddat sedan 2024 och är 7 987 hektar stort. Reservatet ligger nordväst om Storuman och består av gransurskog samt Järvsjön och några mindre sjöar med våtmark.